# La Merced (distrito de Churcampa)

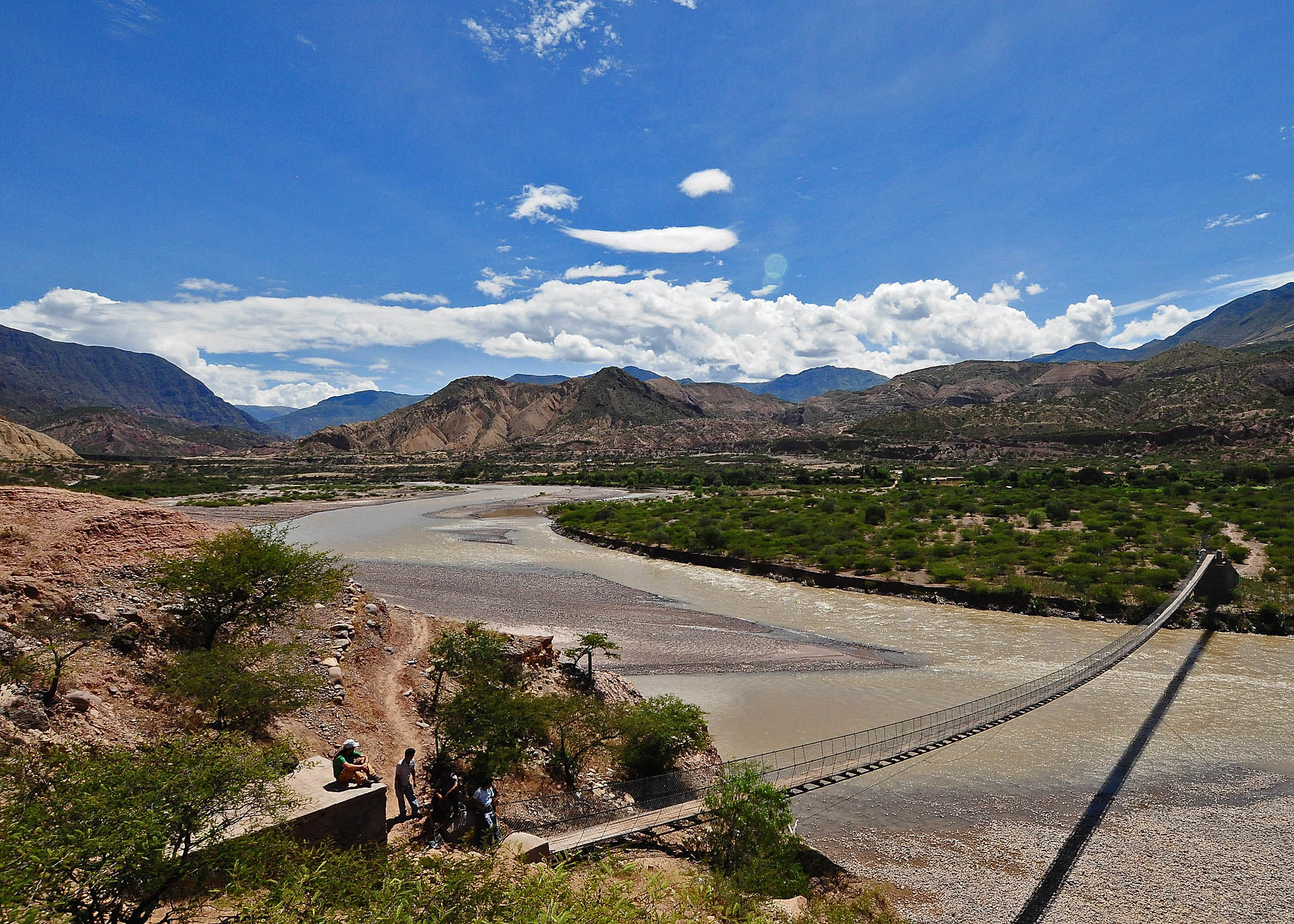
Ponte pedonal Chaypara, no distrito La Merced.

La Merced é um distrito do Peru, departamento de Huancavelica, localizada na província de Churcampa.

## Transporte
O distrito de La Merced é servido pela seguinte rodovia:
- PE-3SD, que liga a cidade de San Miguel de Mayocc ao distrito de Ñahuimpuquio [1][2][3]